# نینا (خواننده)
نینا (به انگلیسی: Nina) با نام کامل آنا ماریا آگوستی فلورس (به انگلیسی: Anna Maria Agustí Flores) (زاده ۱ اکتبر ۱۹۶۶) خواننده اسپانیایی است.
او نماینده اسپانیا در مسابقه آواز یوروویژن ۱۹۸۹ بود.